# Loretta McNeil
Loretta T. McNeil (ur. 10 stycznia 1907 w Brooklynie w Nowym Jorku, zm. 24 lutego 1988 w San Mateo) – amerykańska lekkoatletka specjalizująca się w krótkich biegach sprinterskich, uczestniczka letnich igrzysk olimpijskich w Amsterdamie (1928), srebrna medalistka olimpijska w biegu sztafetowym 4 x 100 metrów.

## Sukcesy sportowe
- wicemistrzyni Stanów Zjednoczonych w biegu na 60 metrów – 1929[1]

| Rok  | Miasto    | Zawody               | Konkurencja        | Wynik         |
| ---- | --------- | -------------------- | ------------------ | ------------- |
| 1928 | Amsterdam | Igrzyska olimpijskie | sztafeta 4 × 100 m | srebrny medal |

## Rekordy życiowe
- bieg na 100 metrów – 12,8 (1928)